# Richard Hoborn
Richard Hoborn - budowniczy statków z Kentu w Anglii. Nieznana jest jego data urodzin, a pierwsza wzmianka na jego temat pochodzi z 1619 roku.
Pracował jako budowniczy w Stoczni Chatham. W roku 1648 przyłączył się do rebelii skierowanej przeciwko królowi Karolowi I.
Richard Hoborn zmarł w roku 1654.
]